# 松北站
松北站，位于中国黑龙江省哈尔滨市松北区，是一个已撤销的铁路车站。
该车站建于1899年，邮政编码150010。建站初期名为石当站，后改称船坞站，松北站。有滨洲铁路经过该站，原为会让站。车站距离哈尔滨站5公里，隶属哈尔滨铁路局，是四等站。
1998年中国水灾后，铁路部门于2001年起实施滨洲、滨北铁路路基改桥工程。该工程在老滨洲铁路桥北侧2公里处增建一座长444米的双线铁路桥代替原单线铁路路基，使得松花江北岸大堤得以北移，增加了松花江哈尔滨段的洪峰通过能力。工程开通后原松北站及船厂专用线封闭，老桥北岸桥头新建松北信号所，复线铁路在此并为单线过江。2014年哈尔滨松花江铁路特大桥建成后，滨洲铁路使用新桥过江，实现全线复线化，松北信号所撤销。